# Я, ти, він, вона (фільм, 2018)
«Я, ти, він, вона» — український фільм 2018 року режисерів Володимира Зеленського та Девіда Додсона. Це перший фільм творчого об'єднання «Студія Квартал-95», дубльований українською мовою.
Фільм вийшов в український широкий прокат 27 грудня 2018.

## Сюжет
Пристрасть подружньої пари Максима та Яни, після 10 років спільного життя, згасла і вони вирішили розлучитися. Однак суддя дав їм місяць на роздуми і чоловік з дружиною вирішили за цей час дозволити собі все, у чому відмовляли за десять років шлюбу.

## У ролях
| Роль                      | Актор                |
| ------------------------- | -------------------- |
| Максим Ткаченко           | Володимир Зеленський |
| Яна Ткаченко              | Анастасія Коротка    |
| Борис                     | Євген Кошовий        |
| Лєна                      | Надія Дорофєєва      |
| Сусід                     | Станіслав Боклан     |
| Сусідка                   | Ольга Сумська        |
| Суддя                     | Тамара Яценко        |
| Помічник судді            | Борис Книженко       |
| Ріелтор                   | Дарина Трегубова     |
| Хуліган № 1               | Сергій Бабкін        |
| Хуліган № 2               | Сергій Бібілов       |
| Головний лікар            | Олександр Ігнатуша   |
| Ведучий «боїв без правил» | Олександр Пікалов    |
| Тато Яни                  | Юрій Висоцький       |
| Дідусь Яни                | Валерій Шептекіта    |
| Мама Яни                  | Надія Кондратовська  |
| Сестра Яни                | Віра Кобзар          |
| Сєрьога                   | Юрій Ткач            |
| Охоронець в суді          | Максим Паньків       |
| Хлопець у «Макдональдсі»  | Олександр Невзоров   |
| Жорік                     | Данило Оскін         |
| Сусідка                   | Олена Кравець        |

## Виробництво

### Кастинг
Початково роль Яни мала виконувати литовська акторка Аґне Ґрудіте. Згодом стало відомо, що замість неї цю роль виконає українська акторка Анастасія Коротка.

### Кошторис
Фільм став одним із переможців 10-го конкурсного відбору Держкіно. Загальний кошторис фільму — ₴36,9 млн, 48 % бюджету (₴17,6 млн.) фільму оплатило Держкіно.

#### Скандал щодо неповернення Держкіно її частки у бюджеті стрічки
У серпні 2019 року українські журналісти дізналися, що, хоча стрічка «Я, Ти, Він, Вона» зібрала у світовому прокаті понад ₴72 млн, що значно перевищує виробничий бюджет стрічки ₴36,9 млн, виробники повернули лише ₴13,2 млн, хоча частка Держкіно у бюджеті стрічки була 48 % бюджету (₴17,6 млн.), що дозволяє державі претендувати на 48 % прибутку фільму.

### Фільмування
Зйомки пройшли у кінці літа 2018 року у Києві та Львові.

### Дубляж українською
Фільм було знято російською в оригіналі й опісля дубльовано українською. Під-час прем'єрної прес-конференції творців, Володимир Зеленський запевнив журналістів, що «початково сценарій фільму був написаний саме українською мовою» і лише «пізніше його довелося перекласти на російську через литовську акторку Аґне Ґрудіте яка повинна була зіграти головну роль Яни і яка не володіла українською»; в останній момент, за ніч перед фільмуванням, Ґрудіте відмовилася від участі у фільмі й на її роль узяли українську акторку Настю Коротку, але «підлаштуватися [ред. назад під українську мову] знімальна група так і не змогла, тому за основу взяли сценарій російською мовою.»

#### Скандал щодо відмови створити фільм з аудіодоріжкою українською мовою
15 квітня 2019 року Солом'янський районний суд м. Києва зобов'язав НАБУ відкрити проти кандидата в Президенти України Володимира Зеленського кримінальне провадження за фактом розтрати державних коштів, які були отримані від Держкіно у сумі 17,6 млн грн, що становить 48 % від його загального бюджету (36,9 млн грн) для знімання фільму «Я, ти, він, вона».
Згідно повідомлення Директора НАБУ Артема Ситника, яке він надав 24 квітня 2019 року на засіданні антикорупційного комітету Верховної Ради України, НАБУ почало розслідування за фактом можливої розтрати держкоштів кінокомпанією «Кіноквартал», кінцевим бенефіціаром якої є Володимир Зеленський. За словами Ситника, НАБУ на початку квітня отримало заяву від організації «Союз добровольців», де повідомлялося, що «умовою фінансування [Держкіно] було створення фільму повністю українською мовою, проте компанія [Володимира] Зеленського цю умову не виконала, а значить, допустила розтрату держкоштів». Згодом, на початку травня 2019 року, глава Держкіно Пилип Іллєнко заявив, що звинувачення в можливій розтраті державних коштів, які виділили на створення фільму, є «абсурдними і не вартими коментарів».
21 серпня 2019 року стало відомо, що НАБУ припинило провадження проти Володимира Зеленського та його компанії «Кіноквартал» за фактом можливої розтрати коштів при створенні фільму «Я, ти, він, вона».

## Реліз

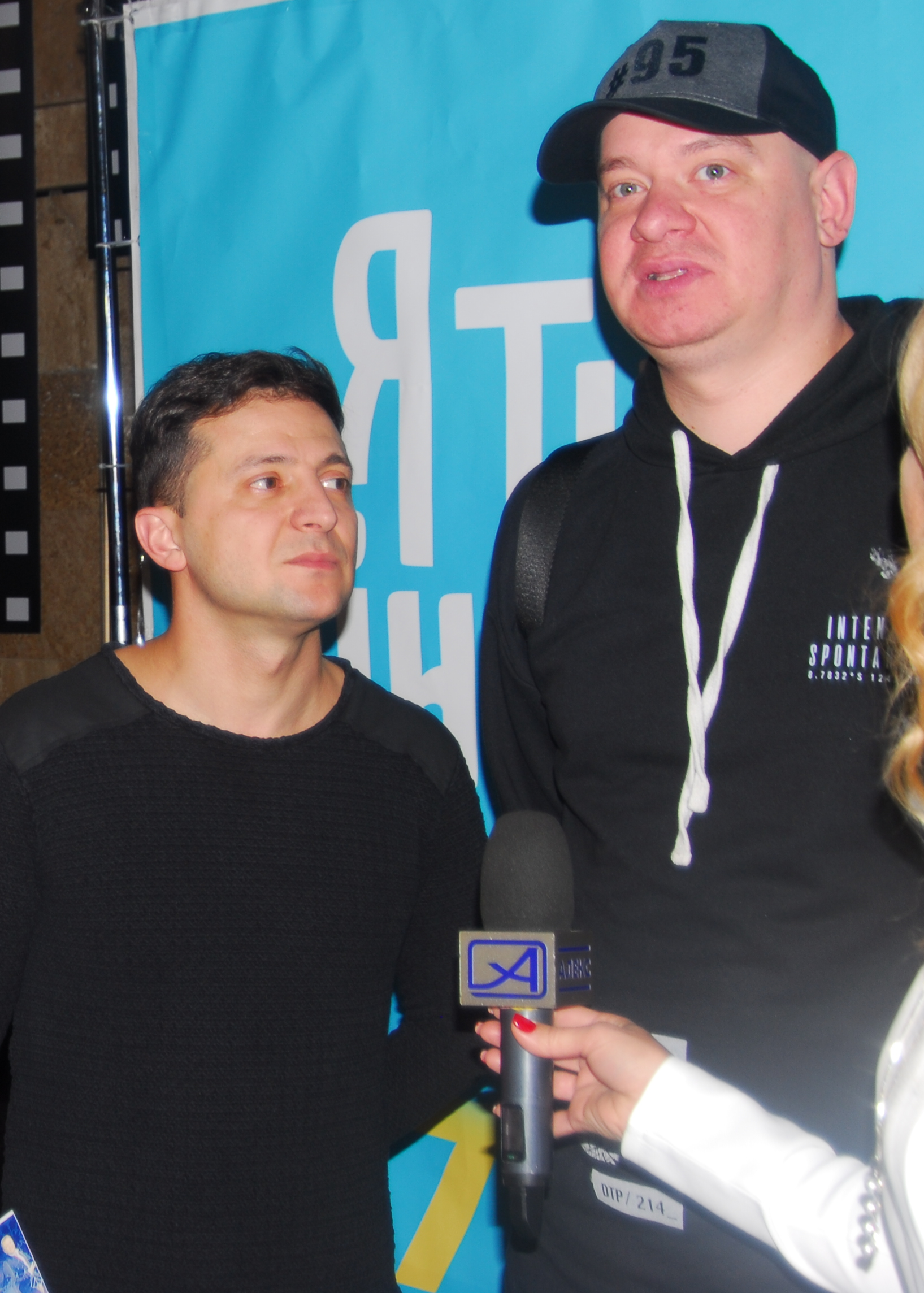
Прем'єра фільму у кінотеатрі ім. О. Довженка

### Кінопрокат

#### Кінопрокат в Україні
Фільм вийшов в український широкий прокат 27 грудня 2018 року.

#### Кінопрокат в інших країнах
Стрічка вийшла в обмежений прокат також і закордоном. Зокрема в Казахстані стрічка вийшла в прокат 10 січня 2019 року, в Латвії 11 січня 2019 року під назвою «Es, tu, viņš, viņa», в Литві 11 січня 2019 року під назвою «Aš, tu, jis ir ji» та в Естонії 18 січня 2019 року під назвою «Lahuta, et armastada». У Казахстані, Латвії, Литві та Естонії фільм йшов в прокаті з оригінальною російськомовною аудіо-доріжкою.

### Реліз на телебаченні та VOD платформах
У березні 2019 року фільм з українським дубляжем став доступним на VOD-платформі Megogo.
Згодом, 17 квітня відбулася прем'єра фільму з українським дубляжем на телебаченні на телеканалі 1+1. Після цього 18 квітня 2019 року творці виклали фільм з українським дубляжем у відкритий доступ на платформі «1+1 video» та на офіційному Youtube-каналі «Студії „Квартал 95“».

## Відгуки
Фільм отримав негативні відгуки від деяких українських глядачів і критиків через те, що всупереч обіцянкам керівника студії «Квартал 95» Володимира Зеленського фільм було знято не українською, а російською, і дубльовано українською лише в пост-продакшині. Як зазначив блогер під псевдонімом Тайлер Андерсон, єдина причина, чому Зеленський обрав знімати російською — це аби фільм було легше продавати в Росію. За його словами, для російського ринку можна було зробити і дубляж російською, а от для українського ринку в оригіналі фільм мав бути знятий українською. В результаті ніякого прокату в РФ не було. Кінокритик видання «Тексти» Костянтин Воздвиженський підсумував свою рецензію, зазначивши:  «Українська мова у фільмі Зеленського настільки штучна, що сміятися більше хочеться саме з неї, аніж із ситуацій, в які потрапляють герої».